# Église Saint-Jacques de Peñalba
L’église Saint-Jacques (espagnol : iglesia de Santiago) est un édifice religieux du Xe siècle, situé dans le village de Peñalba de Santiago (commune de Ponferrada, comarca (canton) du El Bierzo, en Province de León, Espagne).
Par son excellent état de conservation, son architecture singulière et ses peintures murales, elle est considérée comme un des joyaux de l’art mozarabe (ou art de repeuplement) .

## Histoire

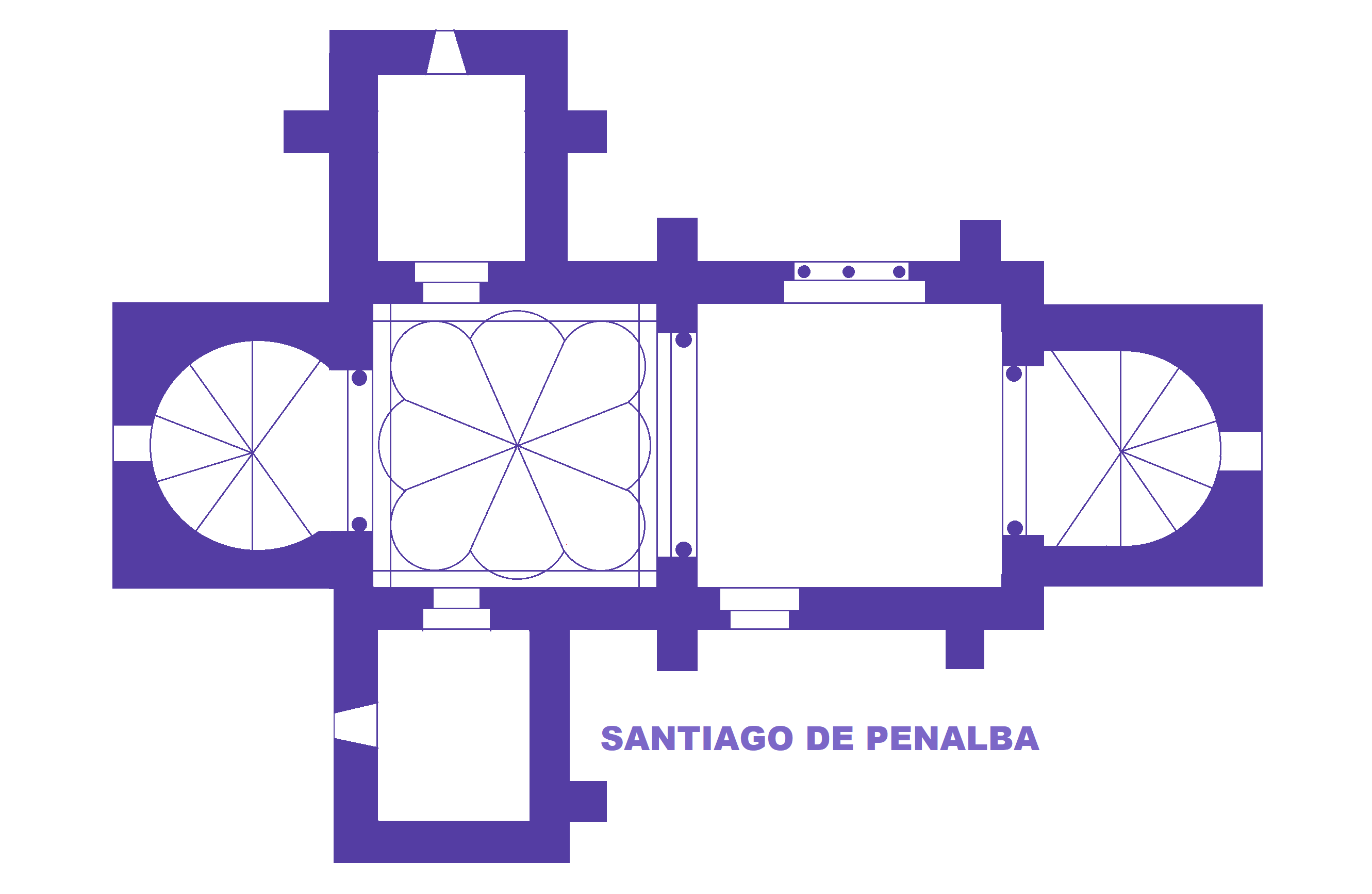
Plan de l'église Saint-Jacques de Peñalba.

L’église se situe au cœur de la Vallée du Silence (Valle del Silencio), encaissée dans les Monts Aquilanos. Cette région était connue dès le VIIIe siècle pour renfermer de nombreux monastères et églises érémitiques, ce qui lui valut le surnom de Thébaïde du Bierzo (le Bierzo étant le nom de la comarque). La vallée constitue la partie la plus abrupte des Monts de León, caractéristique qui facilitait l’isolement recherché par les ascètes de l’époque, dont saint Fructueux de Braga et saint Gennade.
La présence mozarabe à Peñalba de Santiago remonte à l’arrivée de Gennade d'Astorga, futur évêque de la ville, qui fonda ici un monastère entre 909 et 916. Il ne reste aujourd’hui que peu de choses de ce monastère, dont les vestiges ont été incorporés dans les habitations voisines. L’église, qui a subsisté jusqu’à nos jours, fut édifiée quelque temps plus tard, vraisemblablement entre 931 et 937, par l’abbé Salomon, en pleine période d’apogée du royaume de León, sous le règne de Ramire II, roi qui étendit son royaume au-delà du Duero. Le monarque fit de multiples donations au monastère, parmi lesquelles la « Croix de Peñalba », pièce d’orfèvrerie d’influence wisigothique, symbole de la comarque de El Bierzo.

## Description

### Architecture

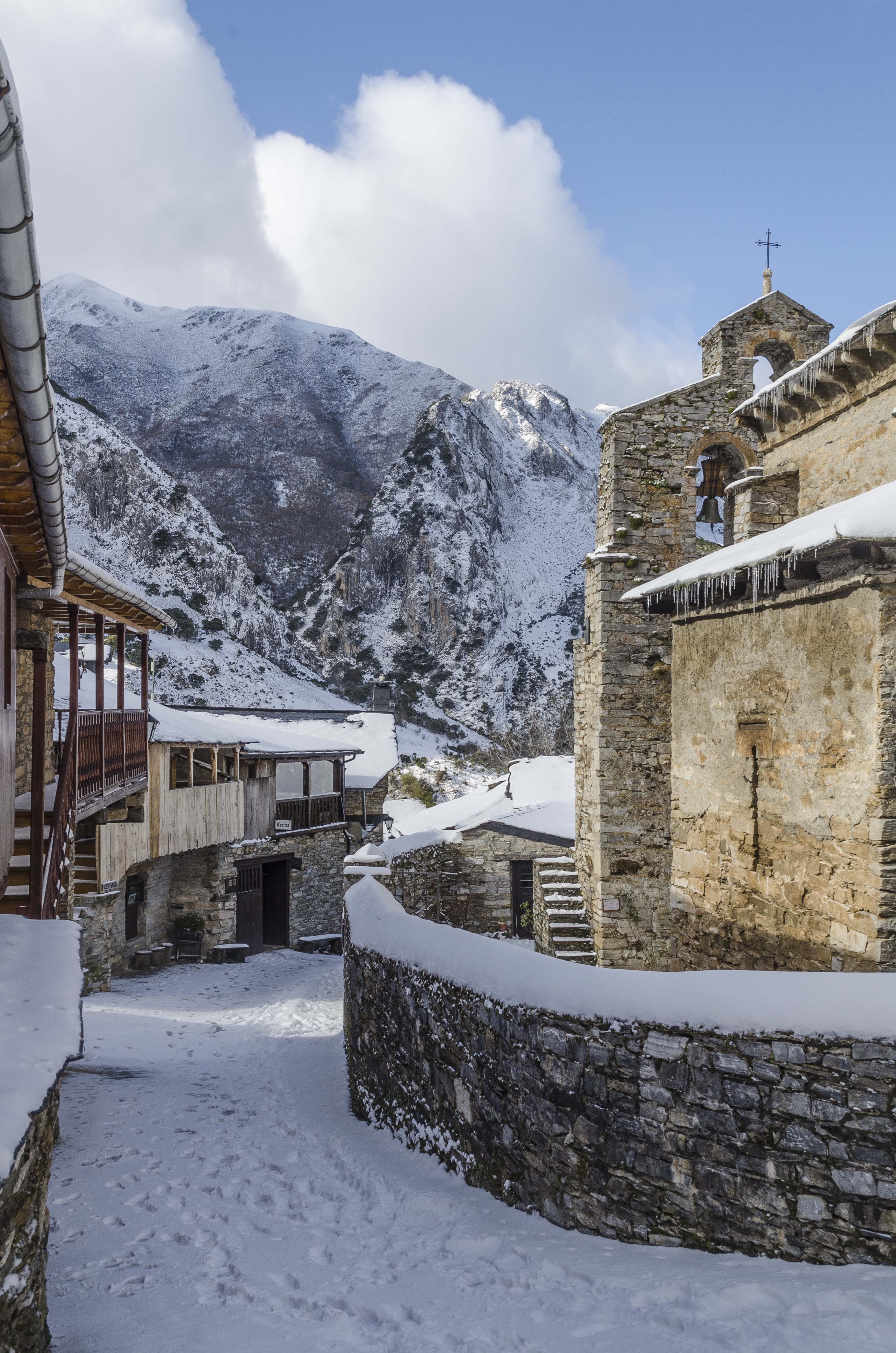
Église de Santiago de Peñalba à côté de la Valle del Silencio (vallée du silence)

Sous son toit de lauzes, l’édifice en forme de croix latine se distingue par ses deux absides incluses derrière des murs droits. L'abside du chevet fait face à la contre-abside si bien que l'entrée dans l'église se fait par les baies en arc en fer à cheval situées dans les deux murs gouttereaux. Le caractère mozarabe des arcs et des coupoles est marqué. Le porche latéral sud, avec ses arcs jumeaux, très outrepassés et encadrés par un alfiz, constitue sans aucun doute, un exemple achevé de cet art importé du sud de la péninsule ibérique. Le clocher situé à l'ouest de l'église est séparé de l'édifice, chose habituelle dans cette région pour ce style de monument.
Du haut du clocher, le visiteur jouit de belles vues sur l’ensemble du village et la vallée du Silence.

### Décoration

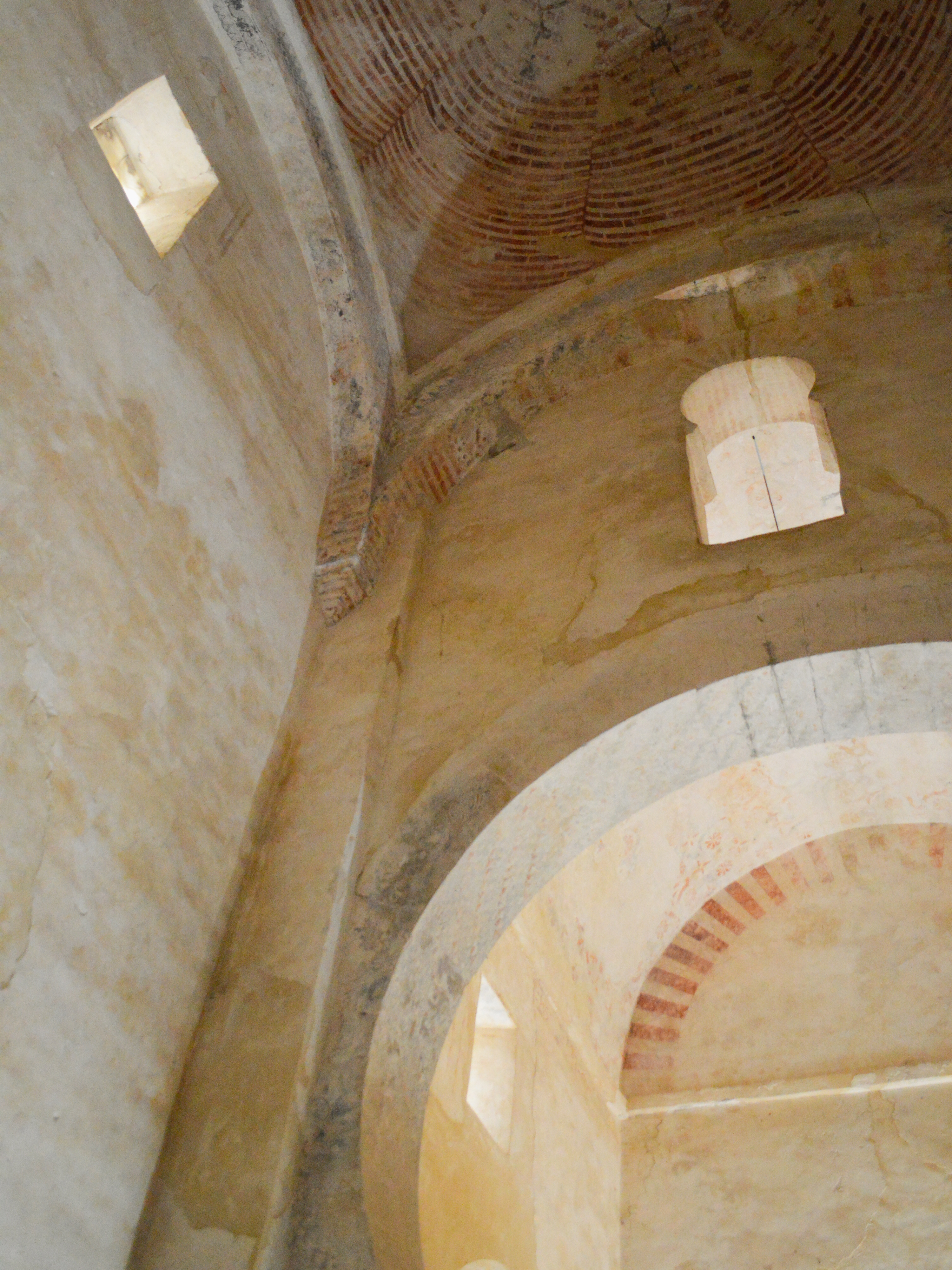
Peintures murales de style califat

En el'intérieur, l'église est revêtue de peintures murales datant de l'époque califale. La peinture recouvrait initialement tout le bâtiment, bien qu'elle soit maintenant conservée principalement dans les arcs de la coupole lobée de la nef centrale et dans les deux absides. Les peintures présentent trois moments différents, le plus ancien étant contemporain de l'église, du Xe siècle, et ont été réalisées avec la technique de la fresque sur un mortier de sable et de chaux: sur le mur encore humide, le schéma compositionnel a été transféré - en utilisant la pointe, la règle et le compas - et les pigments ont ensuite été appliqués.
Parmi les motifs picturaux, on trouve la fausse brique, ainsi que d'autres peintures avec des motifs végétaux et géométriques. Le socle d'alun (peinture rouge à base d'oxyde de fer argileux) est étonnamment similaire à celui trouvé à Medina Azahara à Cordoue. Il s'agit d'une décoration réalisée avec une excellente technique et utilisant des pigments de grande qualité. Elles ont été partiellement restaurées en 2004, un processus qui se poursuit actuellement.

### Graffitis médiévaux
À l'intérieur de l'église, en particulier sur les murs du chœur, une vaste collection de graffitis médiévaux est conservée : diverses gravures en stuc représentant des figures humaines, géométriques, et même des animaux. Il s'agit d'une collection complexe et diversifiée, comprise comme un reflet spontané de la vie des différents habitants du temple. Certains graffitis pourraient être des essais réalisés par les moines avant de transcrire ces dessins sur du papier, étant donné que le papier était une ressource très précieuse. Dans d'autres cas, les œuvres sont attribuées à des dessins réalisés par les moines pour se divertir ou même comme affirmation de leur identité personnelle.
Parmi l'ensemble, on remarque les figures de deux lions, une scène de chasse, la représentation d'un moine vêtu d'éperons d'équitation en position de bénir, ou plusieurs graffitis épigraphiques répétant le nom de GÉNADII, en référence à Saint Genadio.

## Protection
L'église fait l’objet d’un classement en Espagne au titre de bien d'intérêt culturel depuis le 3 juin 1931.